# Virginia Slims of Philadelphia 1975
Virginia Slims of Philadelphia 1975  — жіночий тенісний турнір, що проходив на закритих кортах з килимовим покриттям Палестра у Філадельфії (США) в рамках Світової чемпіонської серії Вірджинії Слімс 1975. Турнір відбувся вчетверте і тривав з 24 березня до 29 березня 1975 року. П'ята сіяна Вірджинія Вейд здобула титул в одиночному розряді й отримала за це 15 тис. доларів США.

## Фінальна частина

### Одиночний розряд
Вірджинія Вейд —  Кріс Еверт 7–5, 6–4

### Парний розряд
Івонн Гулагонг /  Бетті Стов —  Розмарі Касалс /  Біллі Джин Кінг 4–6, 6–4, 7–6(5–3)

## Розподіл призових грошей
| Дисципліна       | П       | F      | ПФ     | ЧФ     | 1/8    | 1/16 |
| Одиночний розряд | $15,000 | $8,500 | $4,200 | $2,100 | $1,100 | $550 |